# ライプツィヒ (軽巡洋艦・初代)
|          |                                                                                    |
| 艦歴     |                                                                                    |
| 発注     |                                                                                    |
| 起工     | 1904年7月12日                                                                      |
| 進水     | 1905年3月31日                                                                      |
| 就役     | 1906年4月20日                                                                      |
| 退役     |                                                                                    |
| その後   | 1914年12月8日に戦没                                                                |
| 除籍     |                                                                                    |
| 性能諸元 |                                                                                    |
| 排水量   | 常備：3,278トン 満載：3,816トン                                                    |
| 全長     | 111.1m 水線長：110.6m                                                              |
| 全幅     | 13.3m                                                                              |
| 吃水     | 5.61m(艦首) 5.60m(艦尾)                                                            |
| 機関     | シュルツ・ソーニクロフト式海軍型缶10基+直立型三段膨張型3気筒レシプロ機関2基2軸推進 |
| 最大出力 | 11,116hp                                                                           |
| 最大速力 | 22.1ノット                                                                         |
| 航続距離 | 12ノット/4,600海里                                                                 |
| 燃料     | 石炭：860トン(最大)                                                                |
| 乗員     | 287～291名                                                                         |
| 兵装     | 10.5cm(40口径)単装速射砲10基 3.7cm単装機砲10～14基 45cm水中魚雷発射管単装2基       |
| 装甲     | 甲板：35mm(平坦部での最大厚)                                                       |

ライプツィヒ (SMS Leipzig) は、1905年進水のドイツ帝国海軍の巡洋艦。ブレーメン級小型巡洋艦の1隻。艦名はドイツの都市ライプツィヒに因む。

## 艦歴
ライプツィヒはヴェーザー造船所で建造され、1906年4月20日に竣工した。
第一次世界大戦の開戦時にはメキシコ沖にあり、8月末にはガラパゴス諸島へ向け南下した。ガラパゴス諸島へ向かう途中でライプツィヒはイギリス船Elsinoreを沈めた。ガラパゴス諸島には9月18日に到着した。ガラパゴス諸島を離れたライプツィヒは砂糖を積んだBankfieldsを沈め、それからペルー沖へ向かったがそこでは何も発見できなかった。そのため、ライプツィヒはイースター島へ向かい、そこで大西洋からやってくる巡洋艦ドレスデンと合流しようとした。10月14日にライプツィヒがイースター島に到着した時、そこにはドレスデンのほかに装甲巡洋艦シャルンホルスト、グナイゼナウ、軽巡洋艦ニュルンベルクも到着していた。
5隻の巡洋艦は10月18日にイースター島を離れ、10月26日にファン・フェルナンデス諸島に到着した。5隻は10月28日にファン・フェルナンデス諸島から出航してチリ沖へ向かい、得られた情報から単独で行動中であると思われたイギリス巡洋艦グラスゴーの攻撃に向かった。そして、11月1日に装甲巡洋艦グッド・ホープ、モンマス、軽巡洋艦グラスゴー、仮装巡洋艦オトラントからなるイギリス艦隊と遭遇しコロネル沖海戦が発生した。ライプツィヒはグラスゴーと交戦した。
コロネル沖海戦でイギリス艦隊を撃破したドイツ艦隊は大西洋へ向かった。その途中、ライプツィヒはイギリスの帆船Drummuirを拿捕した。ライプツィヒは12月8日のフォークランド沖海戦でイギリス巡洋艦「グラスゴー」、「コーンウォール」との交戦後沈没。救助された乗員は18名のみであった。